# Spirorbis tumefactus
Spirorbis tumefactus är en ringmaskart som beskrevs av Belokrys 1984. Spirorbis tumefactus ingår i släktet Spirorbis och familjen Serpulidae. Inga underarter finns listade i Catalogue of Life.